# Distretto di Sidi Naâmane
Il distretto di Sidi Naâmane è un distretto della Provincia di Médéa, in Algeria.

## Comuni
Il distretto di Sidi Naamane comprende 3 comuni:
- Sidi Naâmane
- Khams Djouamaa
- Bouchrahil